# Diplostix suavis
Diplostix suavis är en skalbaggsart som först beskrevs av Schmidt 1892.  Diplostix suavis ingår i släktet Diplostix och familjen stumpbaggar. Inga underarter finns listade i Catalogue of Life.